# Samet Akaydin
Samet Akaydin (* 13. März 1994 in Trabzon) ist ein türkischer Fußballspieler. Er steht beim türkischen Süper-Ligisten Fenerbahçe Istanbul unter Vertrag und ist Nationalspieler.

## Leben
Akaydin kam 1994 als Sohn eines Hochschulabsolventen bzw. Möbeldekorationstechnikers und einer Hausfrau in der Hafenstadt Trabzon der türkischen Schwarzmeerregion zur Welt und wuchs dort auf. Er hat eine ältere Schwester und einen jüngeren verstorbenen Bruder. In Trabzon schloss er seine schulische Bildung mit einem Gymnasium-Abschluss des Yunus Emre Lisesi (deutsch Yunus-Emre-Gymnasiums) ab.

## Karriere
Akaydin ist ein 1,90 Meter großer und hartnäckiger Abwehrspieler und spielt als Fußballprofi primär als rechter Innenverteidiger.

### Verein

#### Anfänge in der Schwarzmeerregion
Zum Vereinsfußball kam Akaydin durch seinen Sportlehrer aus seiner Grundschulzeit, der ihn beim Traditionsverein der heimischen Großstadt Trabzon İdmanocağı unterbrachte. Dort begann er 2004 in seiner Kindheit mit dem Fußballspielen und fing spielpositionstechnisch anfänglich als Stürmer an, danach wurde er als Mittelfeldspieler eingesetzt. Schlussendlich entwickelte sich Akaydin zum Abwehrspieler. Als Teenager wechselte er 2009 innerhalb der Großstadt für zirka ein Jahr zum renommierten Trabzonspor zu dessen U17-Junioren. Danach kehrte er für ein Jahr zum Trabzon İdmanocağı zurück.
Im Oktober 2011 wechselte Akaydin innerhalb der Schwarzmeerregion zum Boluspor. Dort begann er bereits im selben Monat in der Reservemannschaft Boluspor A2 bzw. U21 zu spielen. Nachdem sich Akaydin in der Reservemannschaft bewährt hat, erhielt er im Alter von 18 Jahren im September 2012 beim türkischen Profi-Zweitligisten seinen ersten Profivertrag. Bis zum September 2013 kam er beim Boluspor zu keinem Profieinsatz und kehrte in die Provinz Trabzons zurück und wechselte zum türkischen Profi-Viertligisten Arsinspor. Akaydin kam in der Saison 2013/14 zu sporadischen vier Ligaeinsätzen und schaffte mit seiner Mannschaft am Saisonende den Klassenerhalt.

#### Etablierung als türkischer Profispieler
Zur Saison 2014/15 wechselte Akaydin in die Istanbuler Metropole zum Ligakonkurrenten Sancaktepe Belediyespor und er etablierte sich dort mit 20 Jahren auf Anhieb als Stammspieler. Er kam während der Saison zu seinen erzielten ersten Toren als Profi und kam in allen Ligaspielen zum Einsatz, bis auf ein Ligaspiel, wo er eine Gelbsperre absitzen musste. Daraufhin spielte er weiterhin mit Anfang zwanzig als Stammspieler und in der Saison 2016/17 gehörte Akaydin zu den defensiven Leistungsträgern der TFF-3.-Lig-Saison an. Seine Mannschaft verblieb in 38 Ligaspielen 17-mal ohne Gegentor und wenn Akaydin ausfiel, wegen Gelb- bzw. Rotsperren konnte seine Mannschaft nie gegentorlos ein Ligaspiel beenden. Zum Saisonende stand er mit seiner Mannschaft vorzeitig als Staffelmeister fest und stiegen in die drittklassige TFF 2. Lig auf und waren die defensivstärkste Mannschaft mit den wenigsten Gegentoren der TFF-3.-Lig-Saison.
In der Saison 2017/18 trug er erneut als defensiver Stammspieler bzw. Leistungsträger bei, dass seine Mannschaft fast die Hälfte seiner Ligaspiele gegentorlos verblieben. An 16 Zu-Null-Spielen war Akaydin an allen beteiligt, bis auf eins, wo er eine Gelbsperre absitzen musste. Zum Saisonende wurde er mit seiner Mannschaft als Liganeuling Gruppensechster und verpasste hinter Keçiörengücü die Aufstiegs-Playoffs. Zur Saison 2018/19 wechselte Akaydin zum Ligakonkurrenten und Aufstiegsaspiranten Şanlıurfaspor. Er trug als Stammspieler und mit seinen erzielten Siegtoren für das Erreichen der Aufstiegs-Playoffs bei und verpasste dort mit seiner Mannschaft im Playoff-Viertelfinale gegen den späteren Playoff-Sieger Fatih Karagümrük SK den Aufstieg in die TFF 1. Lig. Zur Saison 2019/20 wechselte Akaydin im Juli 2019 in die Ankaraer Metropole zum Staffelmeister Keçiörengücü, der in die TFF 1. Lig 2019/20 aufstieg.
Bei Keçiörengücü stieg er erneut in seiner Karriere auf Anhieb zum defensiven Stammspieler auf. Er trug als defensiver Leistungsträger in 14 gegentorlosen Ligaspielen zu 13 bei und beendete mit seiner Mannschaft die TFF-1.-Lig-Saison mit den zweitwenigsten Gegentoren. In der TFF 1. Lig 2020/21 trug er als Abwehrspieler in der Liga-Hinrunde zu acht Zu-Null-Spielen in 16 Ligaspieleinsätzen seiner Mannschaft bei, unter anderem gegen Aufstiegsaspiranten und hatten zu dem Zeitpunkt die wenigsten Gegentore der Liga. In der Winterpause 2020/21 wechselte Akaydin im Januar 2021 zum Ligakonkurrenten und Aufstiegsaspiranten Adana Demirspor. Beim Adana Demirspor etablierte er sich nicht auf Anhieb als Stammspieler, trotz der Umstände kam er in der Liga-Rückrunde zu sechs Ligaspieleinsätzen und trug dabei zu drei gegentorlosen Spielen bei. Am Saisonende stieg er mit seiner Mannschaft als Zweitligameister in die Süper Lig auf.

#### Karriereaufstieg zum Erstligaprofi
Nach Saisonbeginn der Süper Lig 2021/22 etablierte sich Akaydin ab September 2021 als Stammspieler und stieg temporär im Januar 2022 zum Mannschaftskapitän auf. Er trug als defensiver Leistungsträger beim Aufsteiger zum sicheren Klassenerhalt seiner Mannschaft bei und gehörte am Saisonende zu den zehntbesten Ballabfängern der Süper-Lig-Saison an, wofür er später für seine defensiven Leistungen im November 2022 zum besten rechten Innenverteidiger der Süper Lig 2021/22 ausgezeichnet wurde. Zur Saisonbeginn 2022/23 interessierten sich der Ligasechster Beşiktaş Istanbul und Ligadreizehnter Galatasaray Istanbul der vergangenen Süper-Lig-Saison an einem Transfer von ihm.

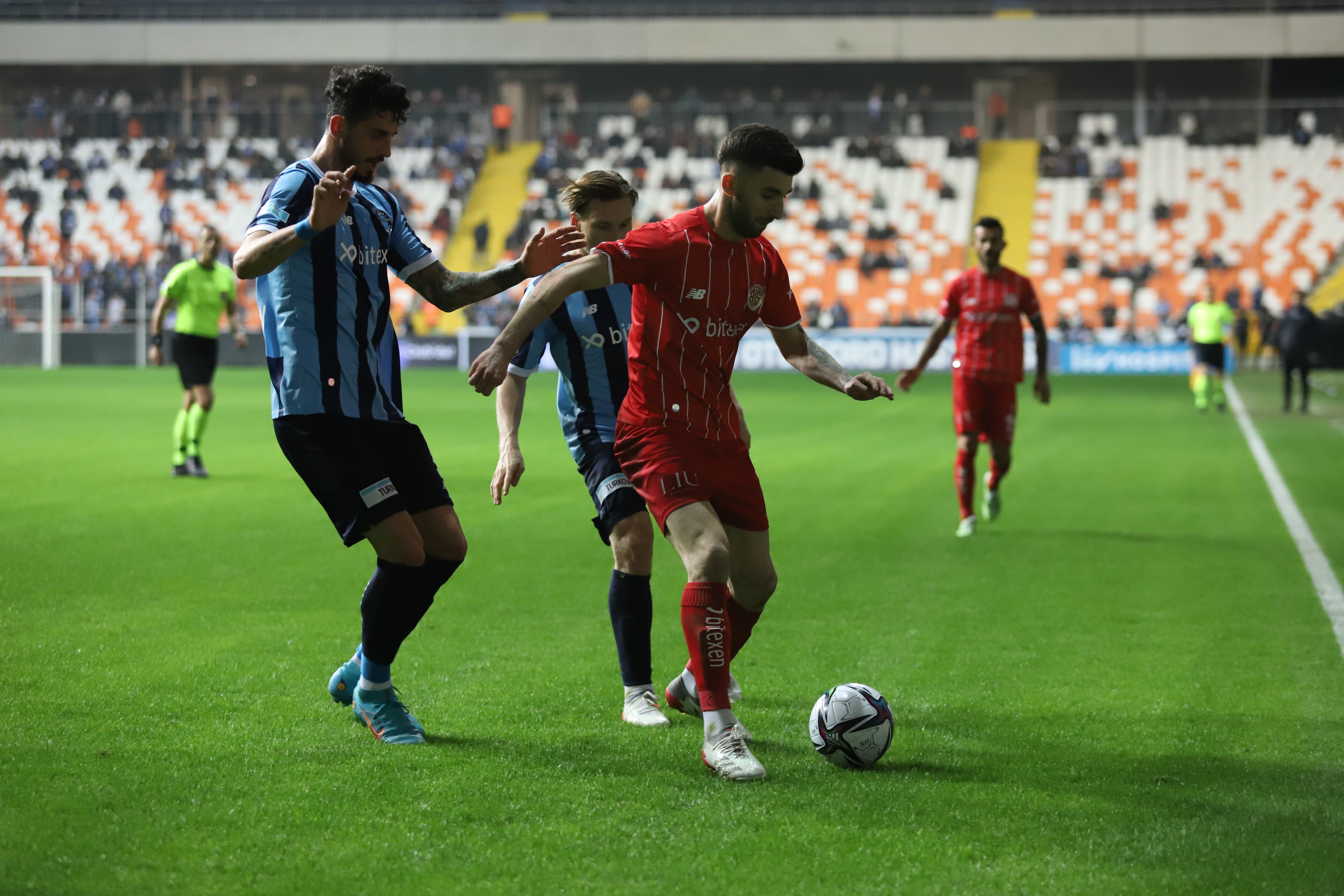
Akaydin (Links) in der Süper Lig im Februar 2022.

Akaydin verblieb anfänglich in der Saison 2022/23 weiterhin beim Adana Demirspor und fiel unter anderem in der Liga-Saison im September 2022 mit seinem 3:2-Siegtor in der Nachspielzeit (90.+4 min.) gegen den amtierenden Meister Trabzonspor auf. Darüber hinaus errang der defensive Leistungsträger mit seiner Mannschaft im weiteren Liga-Saison-Hinrundenverlauf Anfang Oktober 2022 in Unterzahl gegen den Meisteraspiranten Galatasaray Istanbul ein torloses Remis. Nebenbei spielte Akaydin mit seiner Mannschaft seit Saisonbeginn in der Liga-Hinrunde temporär um die Meisterschaftsführung mit und er gehörte zu jenem Zeitpunkt erneut zu den zehntbesten Ballabfängern der Süper-Lig-Saison an.
Zur türkischen Wintertransferperiode 2022/23 interessierten sich Fenerbahçe Istanbul und erneut Galatasaray Istanbul an einem Transfer von ihm. Daraufhin wechselte Akaydin im Januar 2023 zum Ligakonkurrenten und Meisteraspiranten Fenerbahçe Istanbul und er erhielt dort einen Dreieinhalb-Jahresvertrag mit einer optionalen weiteren einjährigen Vertragsverlängerung. Im nächstfolgenden Ligaspiel stand er auf Anhieb in der Startelf und gab sein Fenerbahçe-Spieldebüt. Im Januar 2024 wurde er an Panathinaikos Athen verliehen.

### Nationalmannschaft
Nach dem Akaydin am 9. November 2022 zum besten rechten Innenverteidiger der Süper Lig 2021/22 ausgezeichnet wurde, folgte am Folgetag seine erste Nominierung für die türkische A-Nationalmannschaft. In den zwei Test-Länderspielen im November 2022 kam er im zweiten Länderspiel gegen Tschechien als Startelfspieler zu seinem A-Länderspieldebüt, womit er eines seiner Karriere-Ziele erreichte.

## Erfolge
- Sancaktepe Belediyespor
  - Aufstieg in die TFF 2. Lig als Staffelmeister der TFF 3. Lig ( ▲): 2016/17

- Adana Demirspor
  - Mannschaft
    - Aufstieg in die Süper Lig als Meister der TFF 1. Lig ( ▲): 2020/21

  - Individuell
    - Bester rechter Innenverteidiger der Süper Lig (koop. UFEF, Fotomaç): 2021/22[15]

- Panathinaikos Athen
  - Griechischer Pokalsieger 2024